# Vương triều thứ Mười Sáu của Ai Cập
Vương triều thứ Mười Sáu của Ai Cập cổ đại (Vương triều thứ 16) là một triều đại của các vua cai trị ở Thượng Ai Cập trong vòng 70 năm từ năm 1650-1580 TCN. Vương triều thuộc Thời kỳ Chuyển tiếp thứ Hai của Ai Cập.

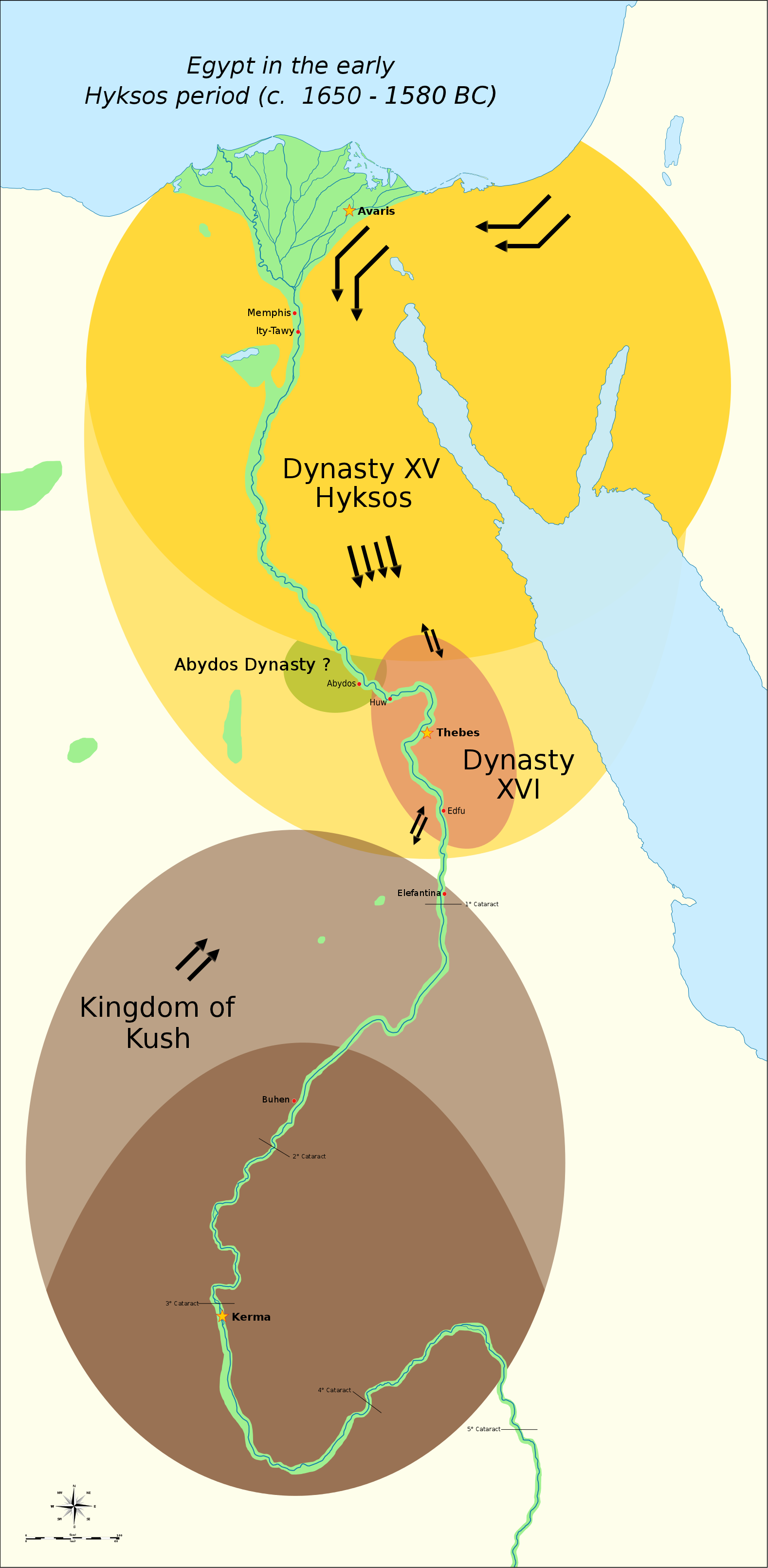
Tình hình chính trị ở Ai Cập trong thời gian của Triều thứ 16 từ 1650 TCN cho đến 1590 TCN.

## Lịch sử
Ở vương triều này đã tiếp tục xảy ra cuộc chiến tranh chống lại một vương triều nhỏ thống trị trong thời gian ngắn ngủi trong vương triều thứ 16. Quân đội của Vương triều thứ 15, đánh chiếm được một thành phố ở miền nam của kẻ thù, liên tục tấn công và xâm chiếm vào lãnh thổ của Vương triều 16. Cuối cùng họ đe dọa và sau đó chinh phục được Thebes. Trong những nghiên cứu của nhà Ai Cập học Kim Ryholt đề nghị rằng Dedumose I đã đưa ra một thỏa thuận hòa bình trong năm cai trị thứ hai của ông nhưng người tiền nhiệm ông, Nebiryraw I có thể có được nhiều thành công hơn và có vẻ như có một khoảng thời gian hòa bình trong vương triều của ông.
Nạn đói đã cản trở việc Thượng Ai Cập phát triển trong Hậu Vương triều thứ 13 và 14, các vương triều này cũng sụp đổ trước Vương triều thứ 16, rõ nhất trong và sau vương triều của Neferhotep III.

## Các vị vua

### Chư hầu của Hyksos
Danh sách các vị vua truyền thống cai trị của Triều XVI là chư hầu của Hyksos. Thời gian cai trị của tất cả các vua trong thời kỳ này đều không rõ ràng. Danh sách các chư hầu của Hyksos:
| Tên của vua           | Thời gian cai trị | Ghi chú                                                                                                 |
| --------------------- | ----------------- | --- |
| 'Anat-Har             | ?                 | Có thể là một hoàng tử của vương triều thứ 15 hoặc một thủ lĩnh Canaan cùng thời với vương triều thứ 12 |
| 'Aper-'Anati          | ?                 | Có thể thuộc giai đoạn đầu của Vương triều thứ 15                                                       |
| Semqen                | ?                 | Có thể thuộc giai đoạn đầu của Vương triều thứ 15                                                       |
| Sakir-Har             | ?                 | Có thể thuộc giai đoạn đầu của Vương triều thứ 15                                                       |
| Apepi                 | ?                 | Có thể là giống với người cai trị Hyksos Apepi                                                          |
| Maaibre Sheshi        | ?                 | Có thể thuộc giai đoạn đầu của Vương triều thứ 14                                                       |
| Yaqub-Har             | ?                 | Có thể thuộc về giai đoạn sau của vương triều thứ 14                                                    |
| Jamu                  | ?                 | |
| Jakebmu               | ?                 | |
| Amu                   | ?                 | |
| Sneferankhre Pepi III | ?                 | |
| Hepu                  | ?                 | |
| Anati                 | ?                 | |
| Bebnum                | ?                 | |
| Nebmaare              | ?                 | Có thể thuộc về Vương triều thứ 17                                                                      |
| Aahotepre             | ?                 | Có thể là do cùng một người là 'Ammu                                                                    |
| Anetrire              | ?                 | |
| Meribre               | ?                 | |
| Nubankhre             | ?                 | Tranh cướp ngôi vua                                                                                     |
| Nikare II             | ?                 | Tranh cướp ngôi vua                                                                                     |
| [...] kare            | ?                 | |
| [...] kare            | ?                 | |
| [...] kare            | ?                 | |
| Sharek                | ?                 | |
| Wazad                 | ?                 | Có thể thuộc về vương triều thứ 14                                                                      |
| Qur                   | ?                 | Có thể là Qareh, thuộc về vương triều thứ 14                                                            |
| Shenes                | ?                 | Có khả năng là Sheneh hơn Shenes và có thể thuộc về vương triều thứ 14                                  |
| Inek                  | ?                 | |
| 'A [...]              | ?                 | |
| 'Ap[epi]              | ?                 | |
| Hibe                  | ?                 | |
| Aped                  | ?                 | Không chắc chắn                                                                                         |
| Hapi                  | ?                 | |
| Shemsu                | ?                 | |
| Meni [...]            | ?                 | |
| Werqa                 | ?                 | |

### Vương quốc Theban độc lập
Trong năm 1997, một nghiên cứu đối với Thời kỳ Chuyển tiếp thứ Hai của Ai Cập, nhà ai cập học Kim Ryholt đã lập luận rằng Triều XVI là một vương triều độc lập, một vương quốc Theban.

Ryholt cho ra một danh sách của các vua trong thứ vương triều thứ 16, được liệt kê trong bảng dưới đây. Danh sách này được xếp theo thứ tự thời gian tăng dần:
| Tên của vua                         | Trị vì        | Ghi chú                                                 |
| ----------------------------------- | ------------- | ------------------------------------------------------- |
| ?                                   | 1649–1648 TCN | Tên vua đã bị mất trong một vật được bảo quản tại Turin |
| Sekhemre-sementawi Djehuti          | 1648–1645 TCN |                                                         |
| Sekhemre-seusertawi Sobekhotep VIII | 1645–1629 TCN |                                                         |
| Sekhemre-seankhtawi Neferhotep III  | 1629–1628 TCN |                                                         |
| Seankhenre Mentuhotepi              | 1628–1627 TCN |                                                         |
| Sewadjenre Nebiryraw III            | 1627–1601 TCN |                                                         |
| Nebiriau II                         | 1601 TCN      |                                                         |
| Semenre                             | 1601–1600 TCN |                                                         |
| Seuserenre Bebiankh                 | 1600–1588 TCN |                                                         |
| Sekhemre Shedwaset                  | 1588 TCN      |                                                         |
| ?                                   | 1588–1582 TCN | Năm vua bị mất trong một phú thêm của Turin             |

Các vị vua đang được phân chia là thuộc vương triều này bởi Kim Ryholt, nhưng họ không chắc chắn thứ tự thời gian là đúng. Họ sắp xếp tương ứng với năm mất của vua trên bằng chứng ở Turin:
| Tên của vua             | Trị vì | Ghi chú                                          |
| ----------------------- | ------ | ------------------------------------------------ |
| Djedhotepre Dedumose I  |        | Có thể đã cố gắng để kiện Hyksos cho hòa bình    |
| Djedneferre Dedumose II |        |                                                  |
| Djedankhre Montemsaf    |        |                                                  |
| Merankhre Mentuhotep VI |        |                                                  |
| Seneferibre Senusret IV |        | Để lại một bức tượng khổng lồ của mình, ở Karnak |